# 一新塾
一新塾（いっしんじゅく）とは日本の私塾、大前研一が21世紀のネクスト・リーダーおよび主体的市民の育成を目的に創設した特定非営利活動法人の政策学校。前身は平成維新の会。

## 一新塾とは
一新塾とは、大前研一が創設した平成維新の会の後進であり、「新しいネクストリーダー養成学校」として設立した特定非営利活動法人である。創立以来、政治家や社会起業家など市民セクターの人材育成に努め、各方面に人材を輩出してきた。カリキュラムは社会の一線の分野から様々な講師を招いた講義やワークショップ、プレゼンテーションを通した主体的市民としての政策提言・実現能力の向上を図ることに重点が置かれている。

## 概要
| 一新塾       | 一新塾                                                                                               |
| 概要         | 詳細                                                                                                 |
| ------------ | --- |
| 創立者       | 大前研一                                                                                             |
| 創立年度     | 1994年                                                                                               |
| 沿革・前身   | 平成維新の会                                                                                         |
| 代表理事     | 森嶋伸夫                                                                                             |
| 理事         | 深田智之(くつろぎ宿・せせらぎ宿社長) 菊地真紀子（合同会社VALN代表） 近藤芳樹（一新塾事務局スタッフ） |
| 事務局長     | 森嶋伸夫（同上）                                                                                     |
| 理念         | 生活者主権の新しい道州制日本を創り出すネクスト・リーダーを養成                                       |
| カリキュラム | 講義及びワークショップなど                                                                           |
| 募集人員     | 本科50名、通信科40名（政策提言コース、社会起業コース、市民PJコース）                                 |
| 応募資格     | なし                                                                                                 |
| 入塾要件     | 申請及び受講料の納入                                                                                 |
| 会場         | 一新塾教室など                                                                                       |
| 受講料       | 入塾金5万円（一部免除あり）、受講料本科15万円、通信科11万円（一部減額あり）                          |
| 卒塾年限     | 1年                                                                                                  |
| 卒塾要件     | - （チーム）政策提言・事業計画・市民PJ計画 最終提出 - （個人）卒塾レポート提出                       |
| 表彰制度     | 合宿等における随時表彰卒塾了時の最優秀理事賞、最優秀塾生賞など                                       |
| 修了者の称号 | なし                                                                                                 |
| OB・OG組織   | OB会など                                                                                             |

## カリキュラム
現在の塾生は東京の塾にて受講する本科、通信講座による通信科、通常は通信講座であるが福岡市、大阪市、名古屋市それぞれで出前講座を受講する地域科にわけられる。
また、それぞれの科に政策提言コース、社会起業コース、市民プロジェクトコースとある。いずれの場合も同一のカリキュラムであり、コースごとの差異はない。
もともと、第2期で東京都議会議員を養成する都議養成科を設置され（現在廃止）、その後、本科と通信科を開催するようになり、また出前講座を名古屋、大阪、福岡で開催する中で23期より地域科が開設された。

## 関連人物
- 大前研一 （創設者・マッキンゼー出身）

### 代表理事
- 森嶋伸夫 （事務局長）

### 講師等（五十音順）
- 飯島博（NPO 法人アサザ基金代表理事）
- 伊勢崎賢治（元国連職員・東京外国語大学名誉教授）
- 市来広一郎（NPO法人atamista代表理事・（株）machimori代表取締役・一新塾OB）
- 伊藤紀幸（一般社団法人ＡＯＨ会長・ショコラボグループ代表）
- 雄谷良成（（福）佛子園理事長・住職・青年海外協力協会会長）
- 小島希世子（株式会社えと菜園代表・NPO 法人農スクール代表)
- 貝ノ瀬滋（三鷹市教育長・元三鷹市立第四小学校長）
- 加藤智久（株式会社レアジョブ創業者・Zuitt 創業者・一新塾OB)
- 北川正恭 （元三重県知事・早稲田大学マニフェスト研究所所長）
- 久保田后子（前宇部市長・一般社団法人SDGs てらす代表理事・一新塾OG）
- 熊谷俊人（千葉県知事・前千葉市長・一新塾OB）
- 後藤祐一 （立憲民主党衆議院議員、株式会社ポリシーファクトリーディレクター、経済産業省出身）
- 桜井勝延（南相馬市議会議員・元南相馬市長・元農家）
- 佐々木道彦（南三陸ワイナリー株式会社代表取締役・一新塾OB）
- 竹中ナミ　（社会福祉法人プロップ・ステーション理事長）
- 西田陽光 （構想日本理事パブリシティ担当ディレクター）
- 畠山重篤 （牡蠣の森を慕う会代表）
- 東国原英夫 （前宮崎県知事）
- 深田智之（会津東山温泉くつろぎ宿社長・湯瀬温泉せせらぎ宿社長・一新塾理事・一新塾OB）
- 藤沢烈（一般社団法人RCF代表理事）
- 藤原和博 （元杉並区立和田中学校校長・リクルート出身）
- 藤村靖之（非電化工房主宰・工学博士・日本大学工学部客員教授）
- 堀田卓哉（（株）Culture Generation Japan 代表取締役・一新塾OB）
- 増田寛也 （元総務大臣、前岩手県知事）
- 宮治勇輔（（株）みやじ豚代表・NPO法人農家のこせがれネットワーク代表・一新塾OB）
- 武藤真祐（医療法人社団鉄祐会理事長・医師・一新塾OB）
- 森嶋伸夫 （代表理事）
- 山田敏夫（ライフスタイルアクセント株式会社代表取締役）
- 藻谷浩介（地域エコノミスト・( 株)日本総合研究所 調査部 主席研究員）
- 山中光茂（元松阪市長・しろひげ在宅診療所院長・医師）
- 湯浅誠 （社会活動家・東京大学特任教授・全国こども食堂支援センター・むすびえ理事長）

※過去のものを含む

### 主な卒塾生
- 岡田華子（衆議院議員・AGC出身）
- 加藤公一 （元衆議院議員・リクルート出身）
- 渡嘉敷奈緒美 （元衆議院議員・厚生労働副大臣、資生堂出身）
- 田嶋要 （衆議院議員、NTT出身）
- 長尾敬（元衆議院議員・明治生命保険出身、9期生・11期生）
- 小野塚勝俊 （所沢市長・元衆議院議員・日本銀行出身）
- 内藤正光 （元参議院議員）
- 風間直樹 （元参議院議員）
- 今枝宗一郎（衆議院議員）
- 熊谷俊人 （第26代千葉市長、全国最年少の市長、政令指定都市史上最年少の市長） 18期生
- 吉田雄人 （第35代横須賀市長・アクセンチュア出身） 21期生
- 久保田后子 （山口県宇部市長） 6期
- 武広勇平 （佐賀県上峰町長、全国最年少の自治体首長） 14期生
- 山野之義（前金沢市長）
- 白井亨 （小金井市長）
- 内舘茂（盛岡市長）
- 小浮正典 （豊明市長）
- 伏見隆（枚方市長）
- 菅原文仁（戸田市長）
- 守屋輝彦（小田原市長）
- 小沢晃広（川西町長）
- 土居昌弘（竹田市長）
- 秋山浩保 （第6代柏市長） 16期
- たかまつなな（お笑いタレント） 35期
- 佐々木道彦（南三陸ワイナリー株式会社）
- 黒江三栄子（一般社団法人グローバル文化協働支援センター）
- 白根邦子（一般社団法人happy choice・戸定そば幸）
- 宿野部武志（一般社団法人ピーペック）
- 徳丸ゆき子（NPO法人CPAO）
- 菊地真紀子（合同会社VALN）
- 重光喬之（NPO法人 両育わーるど）
- 児島秀樹（グッドモーニング調布！プロジェクト）
- 二階堂すみ子（株式会社 夢のカタチ）
- 行本充子（一般社団法人乳幼児子育てサポート協会）
- 飯田久美子（株式会社ハイアート）
- 佐藤豊彦（合同会社繋ごう農村）
- 久保亘（一般社団法人Vielfalt）
- 佐久間香里（NPO法人かおり福祉会）
- 小沼陽子（NPO法人優タウン）
- 中村淑代（NPO法人くまもと障がい者就労支援ネットワーク・(株)Nilse）
- 星野麻実（ＮＰＯ法人キッズバレイ）
- 八田飛鳥（Hasora Organic India Pvt,Ltd.）
- 木村由加子（NPO法人itswellness）
- 乗藤紘吏（フィッシュ・アンド・プラネット(株)）
- 近藤祐市（ナマステ江戸川区）
- 河内智之（NPO法人未来をつかむスタディーズ）
- 木舟周作（株式会社たびえもん）
- 佐藤好宣（さとう自然農園・株式会社MITU）
- 荒木明美（函館市議会議委員・（株）ILikeIT）
- 黒田忠晃（La C Lo・NPO法人親育ネットワーク）
- 早野慎哉（阿蘇ゲストハウス “CottonClub”・こぴととおさんぽ）
- 木村卓二（オリーブ在宅クリニック）
- 若林計志（株式会社フローワン）
- 石川亮 （千葉県議会議員）
- 山下洋輔（千葉県議会議員）
- 田中優希（横浜市会議員）
- 斉藤哲（浦安市議会議員）
- 村木豊（沼津市議会議員）
- 鈴木綾子（江東区議会議員）
- 萩谷慎一（水戸市議会議員）
- 伊東章良（袖ヶ浦市議会議員）
- 来代勝彦 （前東京都議会議員）1期
- 花輪智史 （元東京都議会議員）2期・都議養成科
- 加藤智久（レアジョブ創業者・会長） 6期
- 大津浩子 （東京都議会議員）7期
- 西沢圭太 （東京都議会議員）16期
- 佐藤由美 （元東京都議会議員）18期
- 冨田潤 （豊川市議会議員）13期生
- 佐藤知一 （神奈川県議会議員・元厚木市議会副議長（歴代最年少））24期生
- 山下智也 （愛知県議会議員）11期生
- 佐藤信成 （鹿嶋市議会議員）25期生
- 佐藤力（練馬区議会議員）38期生
- 渡辺照子（練馬区議会議員、レイバーネット日本運営委員）
- 守屋佑一 クリエイター、農家、記者、作詞家、コラムニスト　32期生
- 藤本好彦（山梨県議会議員）

## 発刊書籍
- 大前研一の一新塾編 『無党派時代の智恵』 クラブハウス、1995年。
- 大前研一＋一新塾編 『日本は何故変わらないのか』 ダイヤモンド、1996年。
- 大前研一＋一新塾編 『国家の限界が見えてきた』 ダイヤモンド、1997年。
- 大前研一＋一新塾編 『日本再建へのシナリオ』 ダイヤモンド、1998年。
- 大前研一＋一新塾編 『新しい日本をつくるためにあなたができること』 ダイヤモンド、1999年。
- 一新塾編 『大前研一の一新塾-サバイバルニッポン「新資本主義への挑戦」』 プレジデント、2000年。
- 一新塾編 『大前研一の一新塾 PARTII-生活者主権社会による日本再生』 プレジデント、2001年。
- 一新塾編 『今のニッポンを変えろ!-草の根からの生活者維新』 プレジデント、2003年。
- 一新塾編 『一新力』 文屋、2006年。
- 一新塾+森嶋伸夫編著『人生と社会を変える根っこ力』 一藝社、2017年。
- 一新塾+森嶋伸夫著『第二の人生は志を生きる』 一藝社、2021年。

### 類似の組織
- 糸山政経塾
- 大隈塾
- 小沢一郎政治塾
- 構想日本
- 自由民主党中央政治大学院
- 『発言者』塾
- 表現者塾
- 松下政経塾
- 鳩山友愛塾